# Lac Blouin
Pour les articles homonymes, voir Blouin.
Le lac Blouin est un plan d'eau douce de la partie Nord de la zone urbaine de Val-d'Or, dans la région administrative de l’Abitibi-Témiscamingue, dans la province de Québec, au Canada. Le lac Blouin s’avère le lac de tête de la rivière Harricana.
Les activités récréotouristiques constituent la principale activité économique du secteur. Elle est surtout développée tout autour du lac Blouin, sauf sur la rive Est au Nord de l’embouchure de la rivière Bourlamaque, ainsi que sur la rive Ouest au Nord de la rivière Harricana. La foresterie constitue la seconde activité économique, sauf dans la zone urbaine au Sud du lac et dans « Val-des-Bois » sur la rive Est.
La partie Est du lac Blouin est accessible grâce au chemin du Lac et au chemin de « Val du Repos » ; la partie Ouest est accessible grâce au « Sentier des Fougères » et au chemin Harricana. La surface du lac Blouin est généralement gelée du début de décembre à la fin avril.

## Géographie
Ce lac comporte une longueur de 13,5 km, une largeur maximale de 2,0 km et une altitude de 295 m. Il s’approvisionne surtout par la rivière Senneville et la rivière Bourlamaque qui se déversent dans la partie Nord du lac.
Le lac Blouin se déverse par sa rive nord-ouest dans la rivière Harricana. Cette dernière commence son cours par un segment de 3,4 km qui rejoint le lac Fleury constitué par un élargissement de la rivière. Elle poursuit son cours vers l'Ouest dans sa partie supérieure en recueillant les eaux du lac De Montigny, puis en traversant le lac Malartic.
L’embouchure du lac Blouin est localisé à :
- 31,8 km au Sud-Est de l’embouchure du lac Malartic ;
- 10,8 km au Nord du centre-ville de Val-d’Or ;
- 8,1 km au Nord-Est du Lac De Montigny ;
- 24,5 km au Sud-Est du Lac Pascalis[1].

Les principaux bassins versants voisins du lac Blouin sont :
- côté Nord : rivière Fiedmont, lac Senneville, lac Fiedmont ;
- côté Est : ruisseau Savard, rivière Colombière, rivière Bourlamaque ;
- côté Sud : lac Lemoine (Val-d'Or), rivière Bourlamaque, rivière Sabourin, lac Sabourin, ruisseau Desmarais ;
- côté Ouest : lac De Montigny, rivière Fiedmont, rivière Vassan, rivière Laine, rivière Harricana, lac Malartic.

## Histoire
Le lac Blouin a joué un rôle clé dans le développement de Val-d’Or, à cause des mines d'or qui ont été le fondement de son économie. Le lac Blouin constituait la principale route d'accès des Prospecteurs et arpenteurs-géomètres au début du XXe siècle. Au début des années 1920, lorsqu'un certain nombre de mines d'or se lançaient autour de ce qui allait devenir Val-d'Or, le lac Blouin permettait de transporter en bateaux du matériel lourd servant aux opérations minières depuis la ville de Amos,. En 1925, un quai a été construit à cette fin à l'extrémité sud-est du lac. Les travailleurs miniers et les colons empruntaient cette voie pour accéder à ce secteur.
Dès 1920, le lac était utilisé comme site d'atterrissage pour les avions munis de flotteurs, offrant des services supplémentaires de transport dans la région. En 1946, un quai et une station de ravitaillement pour ces avions flotteurs ont été aménagés sur la rive sud-est du lac. En 1949, un avion amphibie atterrissant sur le lac Blouin, relia Val-d'Or à Montréal.
Pendant une courte période, le lac Blouin a également été utilisé pour transporter par flottaison des billots provenant de la région de Val-d'Or vers la scierie d'Amos,.

## Toponymie
Cet hydronyme évoque l’œuvre de vie d'Alphonse Blouin, arpenteur-géomètre du ministère des Terres et Forêts. Ce dernier a participé à plusieurs expéditions d'exploration dans la région en 1905 et 1906. À cette époque, ce lac était désigné « lac Pakitanika » ; certains explorateurs utilisaient l’appellation « Lac des Bancs ».
Le toponyme "lac Blouin" a été officialisé le 5 décembre 1968 par la Commission de toponymie du Québec, soit lors de sa création.